# Taciana Cesar
Taciana Rezende de Cesar Baldé (Geburtsname: Lima, geb. 17. Dezember 1983 in Olinda) ist eine guinea-bissauische Judoka.

## Werdegang
Sie wurde in Brasilien geboren. Ihr Vater ist ein Guinea-Bissauer. Sie trat zunächst für Brasilien an, bevor sie sich für ein internationales Antreten für Guinea-Bissau entschied. Sie trat bei den Olympischen Sommerspielen 2016 in Rio de Janeiro und 2020 in Tokio an. Im Wettkampf Superleichtgewicht schied sie in der zweiten Runde aus. Sie verlor gegen Galbadrachyn Otgontsetseg. 2020 schied sie im Halbleichtgewicht gegen Park Da-sol aus Südkorea aus. Sie war auch Fahnenträgerin für Guinea-Bissau während der Abschlusszeremonie und erneut bei der Eröffnung 2020.
2019 nahm sie an den Judo-Weltmeisterschaften 2019 in Tokio teil.